# Mistrzostwa Świata w Short Tracku 1978
3. Mistrzostwa Świata w Short Tracku odbyły się w Wielkiej Brytanii, w Solihull, w dniach 8 – 9 kwietnia 1978 roku. Rozegrano 10 konkurencji: 500 m, 1000 m, 1500 m, 3000 m kobiet i mężczyzn oraz sztafetę 3000 m kobiet i 5000 m mężczyzn. Medale przyznano w wieloboju i sztafetach. W klasyfikacji medalowej najlepsi byli Amerykanie. 

## Klasyfikacja medalowa
| Lp. | Kraj              | Złoto | Srebro | Brąz | Razem |
| 1.  | Stany Zjednoczone | 2     | 0      | 2    | 4     |
| 2.  | Australia         | 1     | 1      | 0    | 2     |
| 2.  | Wielka Brytania   | 1     | 1      | 0    | 2     |
| 4.  | Japonia           | 0     | 1      | 1    | 2     |
| 5.  | Kanada            | 0     | 1      | 0    | 1     |

## Medaliści
| Konkurencja     | Złoto                                                                                     | Srebro                                                                                        | Brąz                                                                                  |
| Mężczyźni       |                                                                                           |                                                                                               |                                                                                       |
| Wielobój        | James Lynch                                                                               | Harry Spragg                                                                                  | Alan Rattray                                                                          |
| Sztafeta 5000 m | Wielka Brytania Alan Luke · Philip Walker · Harry Spragg · Malcolm Power · Brian Cartland | Australia · James Lynch · Michael Richmond · Paul Williams · Michael Hearn · Denis Pennington |                                                                                       |
| Kobiety         |                                                                                           |                                                                                               |                                                                                       |
| Wielobój        | Sarah Docter                                                                              | Miyoshi Kato                                                                                  | Patty Lyman                                                                           |
| Sztafeta        | Stany Zjednoczone Sarah Docter · Peggy Hartrich · Dorothea Boyce · Patty Lyman            | Kanada Brenda Webster · Cathy Turnbull · Sylvie Daigle · Denise Gagnon                        | Japonia Mika Kato · Miyoshi Kato · Miyako Kasahara · Seiko Mizutani · Minako Kuwabara |

## Wyniki
| Konkurencja | 1.           | 2.             | 3.           |
| Mężczyźni   |              |                |              |
| 500 metrów  | Alan Rattray | Harry Spragg   | James Lynch  |
| 1000 metrów | James Lynch  | Alan Rattray   | Malcom Power |
| 1500 metrów | James Lynch  | Harry Spragg   | Alan Luke    |
| 3000 metrów | Hiroshi Toda | Harry Spragg   | Alan Luke    |
| Kobiety     |              |                |              |
| 500 metrów  | Patty Lyman  | Brenda Webster | Kay Dibling  |
| 1000 metrów | Miyoshi Kato | Peggy Hartrich | Patty Lyman  |
| 1500 metrów | Sarah Docter | Brenda Webster | Miyoshi Kato |
| 3000 metrów | Sarah Docter | Cathy Turnbull | Miyoshi Kato |